# Giulio Saraudi
Giulio Saraudi (Civitavecchia, 3 de julio de 1938 – ibid, 20 de abril de 2005) fue un boxeador italiano de peso semipesado y medallista Olímpico de bronce.

## Biografía
Saraudi nació en la comuna Civitavecchia el 3 de julio de 1938. Hijo del boxeador Carlo Saraudi, comenzó a practicar boxeo en el gimnasio "Pugilistica Civitavecchiese" administrado por su padre. Saraudi fue un boxeador de peso semipesado que quedó cuarto en las olimpiadas de 1924. Su hermano menor Vittorio fue también un boxeador élite semipesado.
Saraudi ganó la medalla de bronce en las Olimpíadas de 1960, detrás Muhammad Ali y Zbigniew Pietrzykowski. Saraudi no peleó con Clay, perdió la semifinal con Pietrzykowskil. En los campeonatos europeos, Saraudi ganó la medalla de oro en 1961 y bronce en 1959. Se convirtió en profesional en 1965, pasando de semipesado a pesado y fue invicto durante sus primera doce peleas hasta perder por decisión frente a Johnny Prescott en 1967. Se retiró en 1968.

## Resultados olímpicos
Resultados de Giulio Saraudi en el torneo de boxeo de los juegos Olímpicos de 1960 en la división de pesos semipesados:
- Primer asalto: se retiró el contrincante
- Asalto de 16: vencido Muhammad Safdar de Pakistán por decisión, 5-0
- Cuarto de Final: derrotado Rafael Gargiulo de Argentina por decisión, 5-0
- Semifinal: perdió con Zbigniew Pietrzykowski de Polonia, 0-5 (medalla de bronce otorgado como semifinalista vencido)

## Registro de boxeo profesional

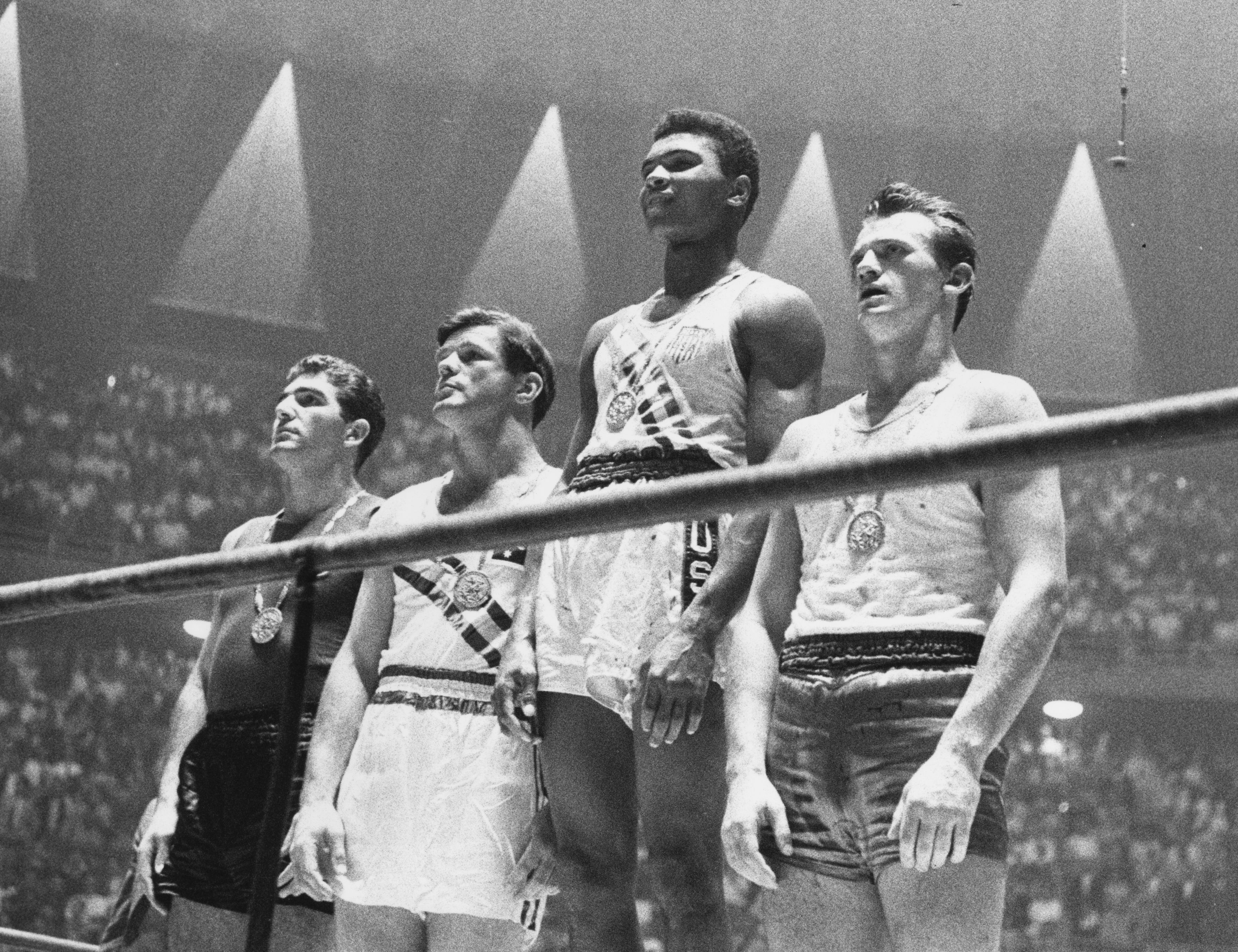
Podio Olímpico de los pesos semipesados. De izquierda a derecha: Giulio Saraudi, Tony Madigan, Muhammad Ali y Zbigniew Pietrzykowski

| 9 Ganadas (4 por nocaut, 5 por decisión), 1 por decisión (1 por decisión), 3 Empates, 1 No Disputada |          |                    |      |        |                          |                                             |
| Resultado                                                                                            | Registro | Oponente           | Tipo | Asalto | Fecha                    | Lugar                                       |
| Ganada                                                                                               | 4–2–2    | Roosevelt Eddie    | PTS  | 8      | 19 de enero de 1968      | Palazzetto dello Sport, Rome, Lazio         |
| Perdida                                                                                              | 31–8–3   | Johnny Prescott    | PTS  | 10     | 24 de abril de 1967      | Estadio Nottingham Ice, Nottingham          |
| Ganada                                                                                               | 8–21–3   | Valere Mahau       | PTS  | 8      | 16 de marzo de 1967      | Bologna, Emilia-Romagna                     |
| Empate                                                                                               | 4–1      | Remington Dyantyi  | PTS  | 8      | 19 de enero de 1967      | Estadio Land Rover, Bologna, Emilia-Romagna |
| No disputada                                                                                         | 40–9–4   | Giulio Rinaldi     | NC   | 5      | 2 de diciembre de 1966   | Palazzetto dello Sport, Rome, Lazio         |
| Ganada                                                                                               | 10–3–2   | Juergen Blin       | PTS  | 8      | 23 de septiembre de 1966 | Palazzetto dello Sport, Rome, Lazio         |
| Ganada                                                                                               | 18–4–2   | Horst Benedens     | PTS  | 8      | 14 de mayo de 1966       | Deutschlandhalle, Charlottenburg, Berlín    |
| Empate                                                                                               | 18–3     | Leweni Waqa        | PTS  | 8      | 4 de febrero de 1966     | Palazzetto dello Sport, Rome, Lazio         |
| Empate                                                                                               | 16–6–1   | Renato Moraes      | PTS  | 8      | 15 de octubre de 1965    | Palazzetto dello Sport, Rome, Lazio         |
| Ganada                                                                                               | 30–26–14 | José Ángel Manzur  | TKO  | 6      | 10 de septiembre de 1965 | Palasport di San Siro, Milan, Lombardía     |
| Ganada                                                                                               | 2–1      | Siegfried Gross    | TKO  | 2      | 23 de abril de 1965      | Bologna, Emilia-Romagna                     |
| Ganada                                                                                               | 2–10–2   | Basilio Cominardi  | PTS  | 6      | 24 de marzo de 1965      | Rome, Lazio                                 |
| Ganada                                                                                               | 3–26–3   | Mohamed Sahib      | TKO  | 4      | 27 de febrero de 1965    | Palasport di San Siro, Milan, Lombardía     |
| Ganada                                                                                               | 0–3–1    | Alberto Grandolini | TKO  | 3      | 22 de enero de 1965      | Palazzetto dello Sport, Rome, Lazio         |